# 青い涙 (PUFFYの曲)
「青い涙」（あおいなみだ）は、PUFFYの楽曲で、14枚目のシングル。2001年12月5日発売。発売元はエピックレコードジャパン。
次作および次回リリース予定のアルバムにつながる、'B級GSバンドをカヴァー'というコンセプトの下に制作。
タイトル曲「青い涙」の作詞・作曲者は三田二郎とされているが、PUFFY10周年記念として出版された単行本『あゆみ』に掲載された大貫亜美へのインタビューで、三田二郎の正体は奥田民生であることが公式に明かされた。
カップリング曲は、Winkが1988年に発表した同名シングル曲のカヴァー。

## 収録曲
1. 青い涙 [2:38]
作詞・作曲：三田二郎、編曲：奥田民生
2. 愛が止まらない 〜Turn It Into Love〜 [5:01]
3. 青い涙（オリジナル・カラオケ） [2:38]
4. 愛が止まらない 〜Turn It Into Love〜（オリジナル・カラオケ） [5:00]

## 収録アルバム
THE HIT PARADE (#1,2)